# 시노부에

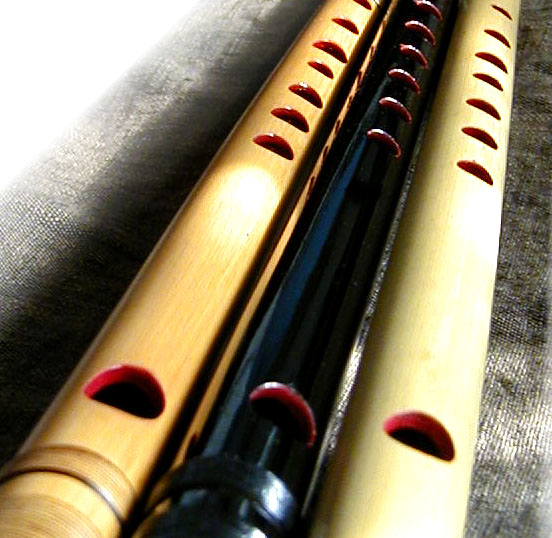
왼쪽부터 7공 우타요 시노부에 B플랫("6혼 초시") 탑 바인딩7공 우타요 시노부에 B("7혼 초시") 검은색 페인트
바인딩이 없는 C 장조 7공 우타요 시노부에(8혼 초시)

시노부에(칸지: 篠笛) 또는 타케부에(칸지: 竹笛)는 높은 음조의 소리를 내는 일본의 가로피리 또는 후에이다.

## 사용
하야시와 나가우타 앙상블에서 사용되며, 노와 가부키 연극 음악에서 중요한 역할을 한다. 이는 가구라덴과 같은 신토 음악과 일본의 전통 민요에서 들을 수 있다.

## 변형
시노부에는 우타 (노래), 하야시 (축제), 도레미 등 세 가지 스타일이 있다. 우타는 십이율 음계의 일본식 변형에 맞춰 조율된 반면, 하야시의 기질은 지역마다 다르다. 도레미는 서양식 음계에 맞춰져 있어 도레미라는 이름이 붙었다.

## 같이 보기
- 류테키